# Diopatra denticulata
Diopatra denticulata är en ringmaskart som beskrevs av Fauchald 1968. Diopatra denticulata ingår i släktet Diopatra och familjen Onuphidae. Inga underarter finns listade i Catalogue of Life.